# Dan Stoenescu
Pour les articles homonymes, voir Stoenescu.
 (avril 2021).
La mise en forme du texte ne suit pas les recommandations de Wikipédia : il faut le « wikifier ».
Les points d'amélioration suivants sont les cas les plus fréquents. Le détail des points à revoir est peut-être précisé sur la page de discussion.
- Les titres sont pré-formatés par le logiciel. Ils ne sont ni en capitales, ni en gras.
- Le texte ne doit pas être écrit en capitales (les noms de famille non plus), ni en gras, ni en italique, ni en « petit »…
- Le gras n'est utilisé que pour surligner le titre de l'article dans l'introduction, une seule fois.
- L'italique est rarement utilisé : mots en langue étrangère, titres d'œuvres, noms de bateaux, etc.
- Les citations ne sont pas en italique mais en corps de texte normal. Elles sont entourées par des guillemets français : « et ».
- Les listes à puces sont à éviter, des paragraphes rédigés étant largement préférés. Les tableaux sont à réserver à la présentation de données structurées (résultats, etc.).
- Les appels de note de bas de page (petits chiffres en exposant, introduits par l'outil «  Source ») sont à placer entre la fin de phrase et le point final[comme ça].
- Les liens internes (vers d'autres articles de Wikipédia) sont à choisir avec parcimonie. Créez des liens vers des articles approfondissant le sujet. Les termes génériques sans rapport avec le sujet sont à éviter, ainsi que les répétitions de liens vers un même terme.
- Les liens externes sont à placer uniquement dans une section « Liens externes », à la fin de l'article. Ces liens sont à choisir avec parcimonie suivant les règles définies. Si un lien sert de source à l'article, son insertion dans le texte est à faire par les notes de bas de page.
- La présentation des références doit suivre les conventions bibliographiques. Il est recommandé d'utiliser les modèles {{Ouvrage}}, {{Chapitre}}, {{Article}}, {{Lien web}} et/ou {{Bibliographie}}. Le mode d'édition visuel peut mettre en forme automatiquement les références.
- Insérer une infobox (cadre d'informations à droite) n'est pas obligatoire pour parachever la mise en page.

Pour une aide détaillée, merci de consulter Aide:Wikification.
Si vous pensez que ces points ont été résolus, vous pouvez retirer ce bandeau et améliorer la mise en forme d'un autre article.
Dan Stoenescu, né le 4 novembre 1980, est un diplomate, politologue et journaliste roumain. Il était ministre dans le gouvernement technocratique dirigé par le premier ministre Dacian Cioloș.
Il est spécialiste en relations internationales, sur le monde arabe et la migration.
Au cours de sa carrière, il a montré un intérêt constant pour la protection des communautés roumaines à l'étranger  et la protection de la langue, la culture et la civilisation roumaine. En mars 2017, il a été accrédité ambassadeur extraordinaire et plénipotentiaire de Roumanie en République tunisienne pour la période du 30 mars 2017 jusqu'au 22 mai 2021.
Le 16 avril 2021, Josep Borrell, le Haut représentant de l'Union européenne pour les affaires étrangères et la politique de sécurité et le vice-président de la Commission a annoncé sa nomination en tant que chargé d'affaires de l'Union européenne en Syrie à compter du 1er septembre 2021.
Il parle couramment espagnol, français, italien, anglais, portugais et roumain avec une compréhension solide de la langue arabe.

## Biographie

### Éducation
Il a obtenu un diplôme de Licence en études internationales d'Austin College (en) à Sherman, Texas, en 2003 et un Mastère en mondialisation et développement de l'Université de Warwick en Grande-Bretagne en 2005. Il a aussi obtenu un diplôme des études en migration forcée et des réfugiés de l'Université américaine du Caire en 2006 ainsi qu'un Doctorat en Sciences Politiques à l'Université de Bucarest en 2009, où il a préparé une thèse sur le nationalisme arabe moderne et l'identité islamique après 1987.
Il a également suivi des cours au Collège européen de sécurité et de défense à Bruxelles, à l'Institut néerlandais des relations internationales à La Haye « Clingendael », à l’Institut Matias Romero de Mexico et à l'Institut Saifi pour  la langue arabe à Beyrouth.

### Carrière professionnelle
En 2000, il a fondé la Ligue mondiale des jeunes roumains (Liga Tinerilor Români de Pretutindeni), puis le Centre roumain pour l'éducation démocratique.
Entre les années 2005 et 2009, il a été chargé de cours au Département des sciences politiques de l'Université de Bucarest, puis à l'Institut diplomatique roumain.
Il a vécu en Egypte[Quand ?] où il a travaillé avec le Haut Commissariat des Nations unies pour les réfugiés (HCR) et à l'Organisation Mondiale pour les Migrations (OIM) au Caire. Dan Stoenescu a aussi travaillé comme journaliste pour plusieurs journaux et magazines de Roumanie , États-Unis, Royaume-Uni, Égypte, Liban République de Moldavie. Il a travaillé en Égypte avec plusieurs organisations non gouvernementales comme African Hope school. Aux États-Unis, il a travaillé comme volontaire pour le Centre des survivants de la torture ainsi qu’en Amérique Centrale pour l'Organisation Siglo XXIII en El Salvador.
Au sein du Ministère des Affaires Etrangères de la Roumanie au cours de la période 2009-2010, il a travaillé dans le département politique chargé des relations avec les Roumains à l'étranger.
À partir de septembre 2015, il a travaillé en tant que premier secrétaire de l'Ambassade de Roumanie en Espagne en étant responsable des affaires politiques multilatérales et des écoles roumaines d'Espagne.

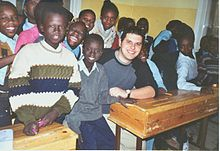
Dan Stoenescu fait du bénévolat avec les réfugiés soudanais à l'école africaine Al-Amal du Caire, en Égypte (2002)

Il a été ministre délégué pour les Roumains à l'étranger du 17 novembre 2015 au 7 juillet 2016 dans le gouvernement technocratique dirigé par le Premier ministre Dacian Ciolos. Il a également été président du réseau des Instituts culturels nationaux de l'Union européenne (EUNIC) au Liban pendant deux mandats consécutifs en tant que représentant de l'Institut culturel roumain.

### Mandat ministériel (2015-2016)

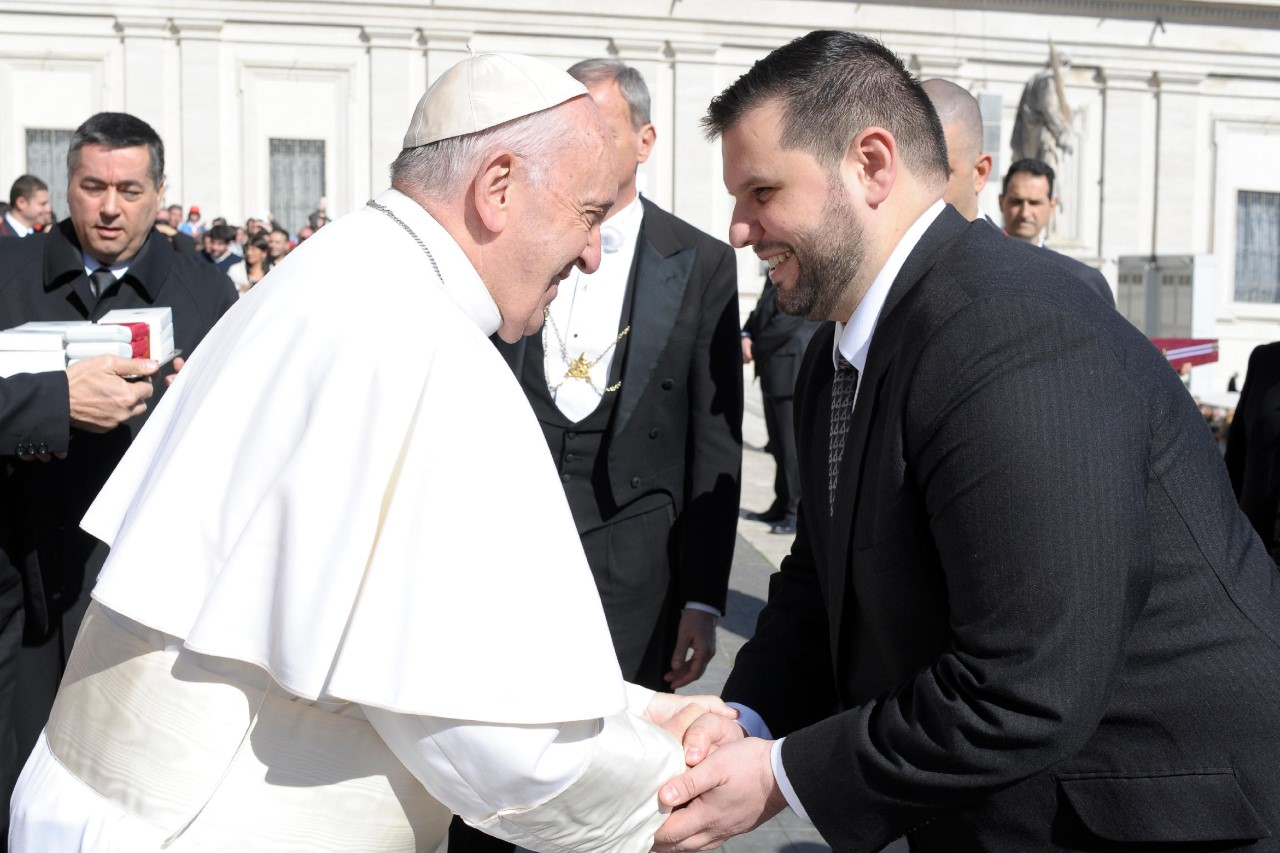
La rencontre du ministre délégué Dan Stoenesco avec le pape Francis

Au cours de son mandat ministériel, Dan Stoenescu a apporté plusieurs changements et innovations concernant les démarches et mesures politiques et diplomatiques dans la relation du Gouvernement roumain avec les communautés roumaines à l’étranger. Parmi les premières mesures prises au début du mandat figurent des initiatives de transparence comme la publication des projets financés et la mise en place d’une plateforme en ligne pour les projets.
Au début de son mandat, il a annoncé la création d'une nouvelle démarche pour les institutions roumaines en offrant de nouvelles opportunités d’affaires et d’investissements et ce, en recourant à des fonds européens aux roumains de la Diaspora qui souhaitent rentrer chez eux. Par conséquent, le Ministère des Fonds Européens et le Département des Politiques pour la Relation avec les Roumains à l’étranger ont lancé en octobre 2016 un programme de 30 million d’euros intitulé « Diaspora Start-up », dans le cadre du Programme opérationnel du Capital Humain (POCU) 2014-2020.
Le programme a fourni une ligne de financement pour les roumains de la Diaspora qui sont rentrés récemment et ont l’intention d’ouvrir une entreprise dans une zone urbaine en Roumanie. C'est un programme destiné au développement de l’entrepreneuriat et à la création de nouvelles entreprises. Une autre mesure innovante a été prise. Il s’agit du lancement du Programme AgroDiaspora qui vise à informer les Roumains vivant à l’étranger des opportunités d’investissement dans l’agriculture roumaine disponible en accédant aux fonds européens. En vue de développer les compétences entrepreneuriales au sein de la Diaspora, un nouveau programme en ligne intitulé «Worldwide Romanian Entrepreneurs» a été lancé offrant des centaines de bourses gratuites.
Pour renforcer les liens culturels entre la Roumanie et les groupes ethniques roumains dans le proche étranger, une série de mesures ont été prises pour créer des centres d'information roumains, qui ont été ouverts à Bălţi (République de Moldavie) Ismail (Ukraine) en décembre 2016 , Solotvino (Slatina) en 2018 et Korcea (Albanie) en 2019.
En outre, un programme appelé l'Espace commun de communication entre la Roumanie et la République de Moldavie a été créé pour soutenir la coopération et la convergence dans les projets entre les structures médiatiques, la société civile et les institutions gouvernementales au niveau bilatéral. Dans le cadre de ce projet stratégique, un Conseil consultatif des médias a été créé entre la Roumanie et la République de Moldavie. C'est un forum de consultation pour la société civile, les représentants des institutions de presse et les journalistes des deux pays pour travailler sur l'harmonisation des lois sur les médias et des politiques publiques dans le domaine de l'information et de la communication.

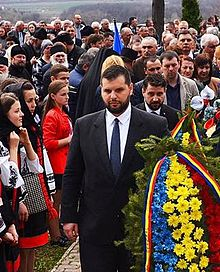
Le ministre délégué Dan Stoenescu commémore le massacre de Fântâna Albă dans le nord de la Bucovine, en Ukraine

Il a toujours souligné l’importance de mettre en œuvre des mesures qui luttent contre la division artificielle des communautés roumaines entre les Roumains et Moldaves, les Roumains et les Valaques, les Roumains et les Aroumains.
Pour une démarche interinstitutionnelle commune plus forte en faveur des communautés roumaines, le ministre délégué a toujours amené, lors de ses visites à l’étranger, des représentants de l’administration présidentielle, des commissions pour les Roumains de l’étranger à la Chambre des députés et au Sénat de la Roumanie ainsi que d’autres ministères.
Le ministre délégué a été le premier haut fonctionnaire du gouvernement Dacian Ciolos à se rendre en République de Moldavie.
Début mars 2016, le ministre s'est rendu en mission diplomatique en Malaisie en tant qu'envoyé du président roumain Klaus Iohannis et du premier ministre Dacian Ciolos pour appeler les autorités malaisiennes à pardonner et à commuer la peine capitale prononcée à l’encontre du citoyen roumain détenu Ionut Gologan.
Dans le cadre des élections parlementaires de 2016, il a lancé, conjointement avec l’Autorité Permanente des Élections une vaste campagne pour informer les Roumains vivant à l’étranger des changements législatifs portant sur la nouvelle possibilité de voter par correspondance et d’organiser des sections de vote dans leur zone de résidence.
En outre, il a initié un amendement législatif de la loi no 321/2006 pour assurer une plus grande transparence sur le financement non remboursable des programmes, projets et activités de soutien aux communautés roumaines vivant à l’étranger.
Les médias roumains ont reconnu ces innovations au cours de son mandat en déclarant que son travail était, contrairement à d'autres politiciens, un grand pas en avant.

### Le mandat d’Ambassadeur à Tunis (2017-2021)
Son mandat en tant qu’Ambassadeur extraordinaire et plénipotentiaire de Roumanie en République tunisienne a contribué à la dynamisation des relations bilatérales entre la Roumanie et la Tunisie. Depuis 1963, les relations bilatérales sont gouvernées par un cadre juridique comprenant plus que 50 conventions. Plusieurs d’entre elles ont été négociées et signées durant son mandat, y compris un programme exécutif dans le domaine de la santé et des sciences médicales (2018) ; une convention de coopération entre la direction nationale anticorruption en Roumanie et l’autorité nationale de lutte contre la corruption (INLUCC) en Tunisie ; une convention de coopération entre les instituts diplomatiques (2018) ; une convention de coopération entre l’UTICA (Union Tunisienne de l’Industrie, du Commerce et de l’Artisanat) et la chambre roumaine de commerce et d’industrie (2019) ; un protocole de coopération entre le gouvernement de la Tunisie et le gouvernement de la Roumanie dans le domaine de la protection civile (2019) ; un Mémorandum d’entente a aussi été signé entre l’Instance Supérieure Indépendante pour les élections et l’autorité électorale permanente de la Roumanie (2020).

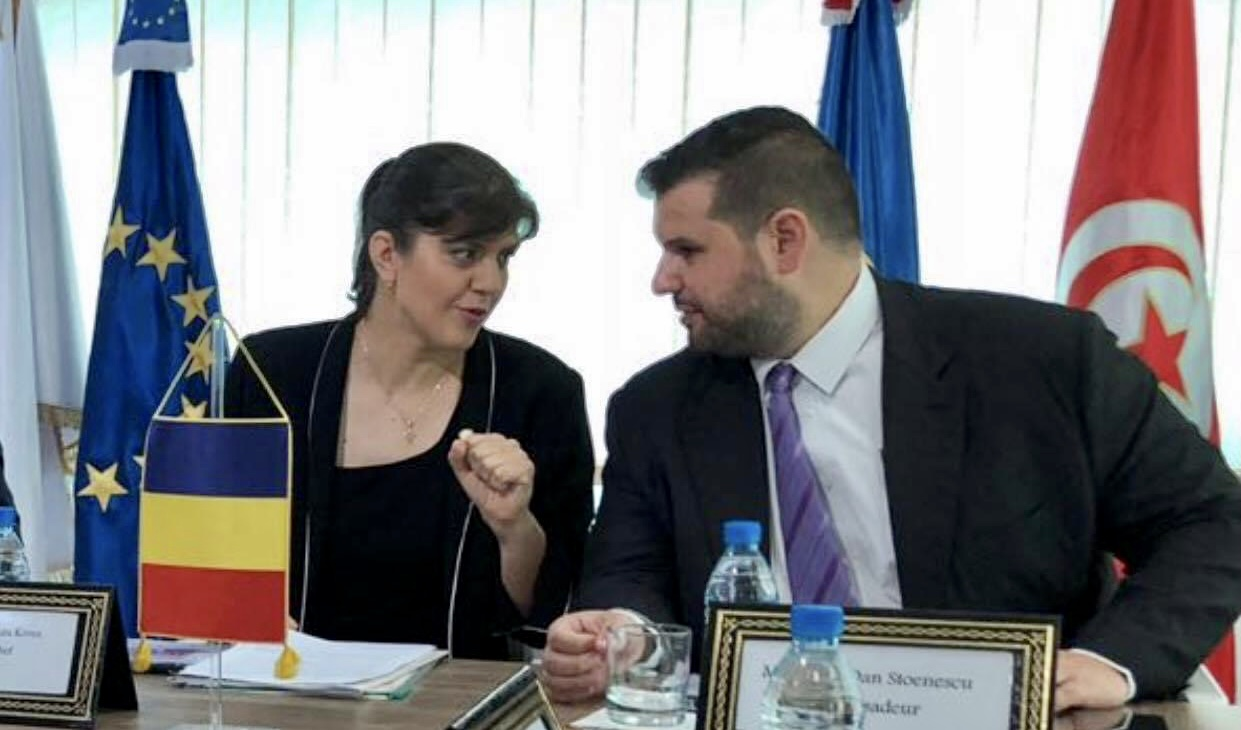
L'Ambassadeur Dan Stoenescu et la Procureure en chef de la Direction nationale anticorruption, Laura Corduța Kövesi

Sur le plan institutionnel, il a aussi instauré une coopération bilatérale étroite entre l’INLUCC et les institutions roumaines comme la Direction nationale anticorruption (DNA), l’Agence Nationale d’Intégrité (ANI) et la direction de la prévention du crime du ministère de la Justice.
Par ailleurs, durant son mandat, un fort partenariat a été établi entre l’Office National de Protection Civile de la Tunisie et le Département des situations d’urgence de la Roumanie, entre les cours des comptes des deux pays, entre les stations de radios nationales ainsi que plusieurs autres exemples…

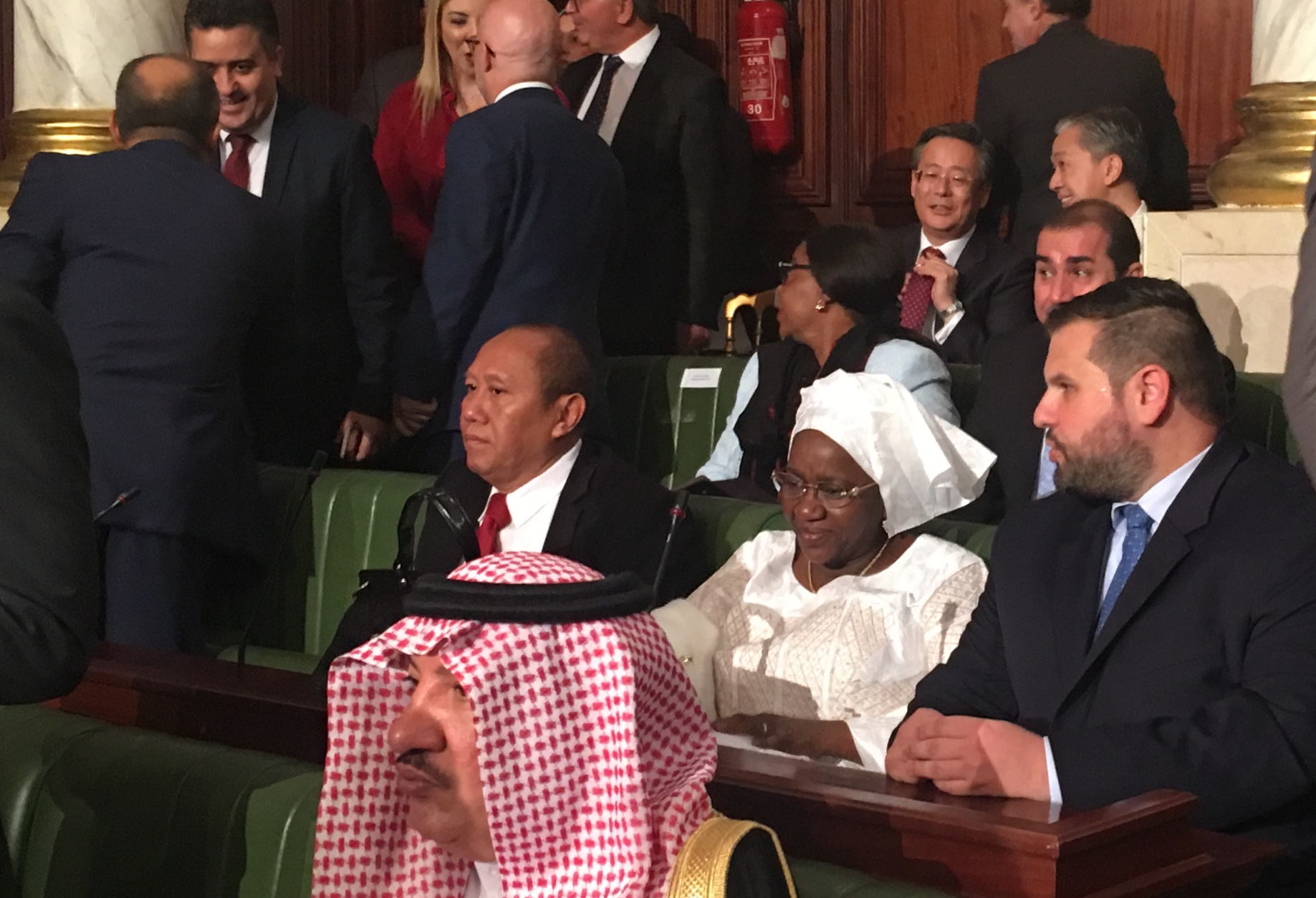
Dan Stoenescu à l'Assemblée tunisienne des Représentants du Peuple

Durant le premier semestre de l’année 2019, les activités organisées par l’Ambassade de Roumanie à Tunis, sous sa direction, en marge de la Présidence du Conseil de l’Union Européenne ont englobé des événements diplomatiques publics et culturels, des réunions de coordination, des événements politiques et diplomatiques ainsi qu’un débat sur les relations Union Européenne-Afrique.
En tant que représentant de la Présidence roumaine du Conseil de l’Union Européenne et de la Commission de la Politique de Cohésion Territoriale et du Budget de l’UE (COTER), il a aussi participé au 3e cycle de dialogue politique de haut-niveau de l’UE-Tunisie sur la sécurité et la lutte contre le terrorisme.

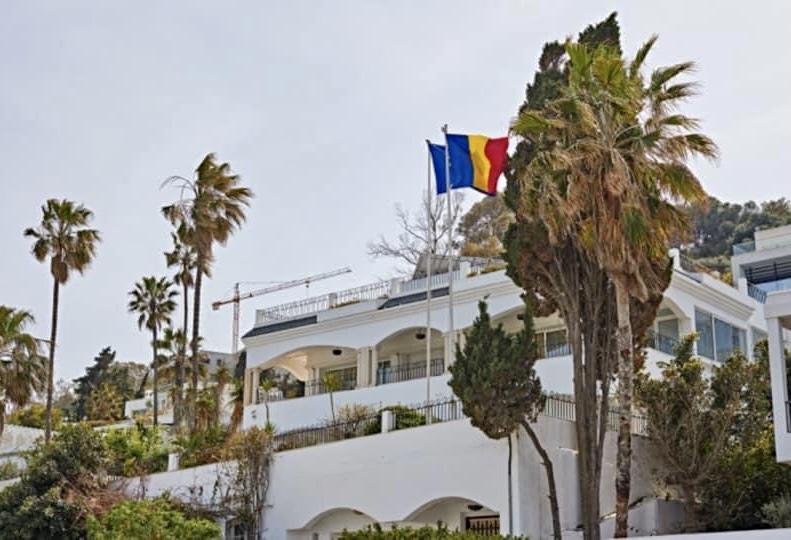
Ambassade de Roumanie en République tunisienne, La Marsa

En 2019, il a fait partie de la Mission d’Observation électorale de l’Union Européenne (EU EOM) 
Durant son mandat, il a aussi joué un rôle actif dans le Groupe des Ambassadeurs Francophones en Tunisie (GAF), notamment dans la perspective du Sommet de la Francophonie de 2021 à Djerba.
Durant 2017-2021, plusieurs visites ont eu lieu en Tunisie non seulement par des officiels roumains mais également par des personnalités politiques,, culturelles,sportiveset académiques de Roumanie.

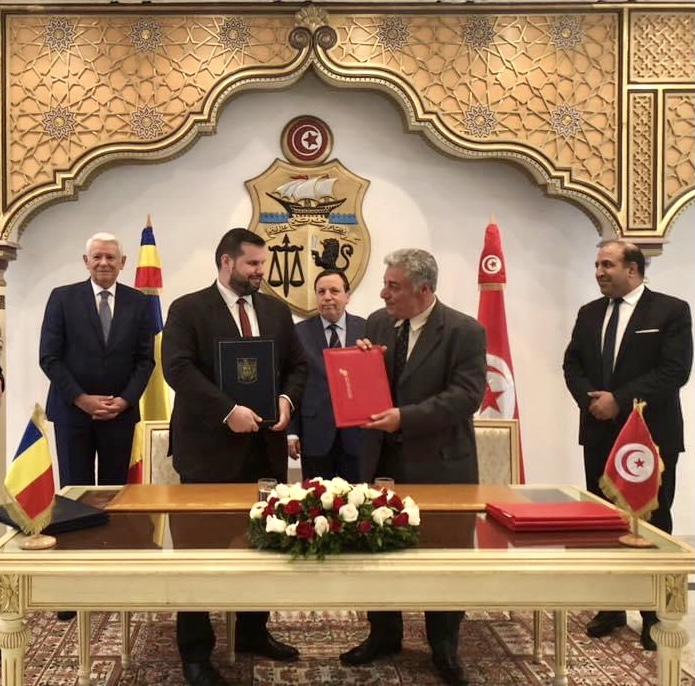
Dan Stoenescu signe un accord lors de la visite officielle du Ministre des Affaires Etrangères, Teodor Melescanu, à Tunis

Le Ministre des Affaires Etrangères, Teodor Meleșcanu, a rendu une visite à Tunis, entre le 19 et le 20 avril 2018,parallèlement avec l’inauguration du nouveau siège de l’Ambassade de Roumanie.
En outre, plusieurs délégations des institutions roumaines et du parlement roumain ont effectué des visites de travail en Tunisie.

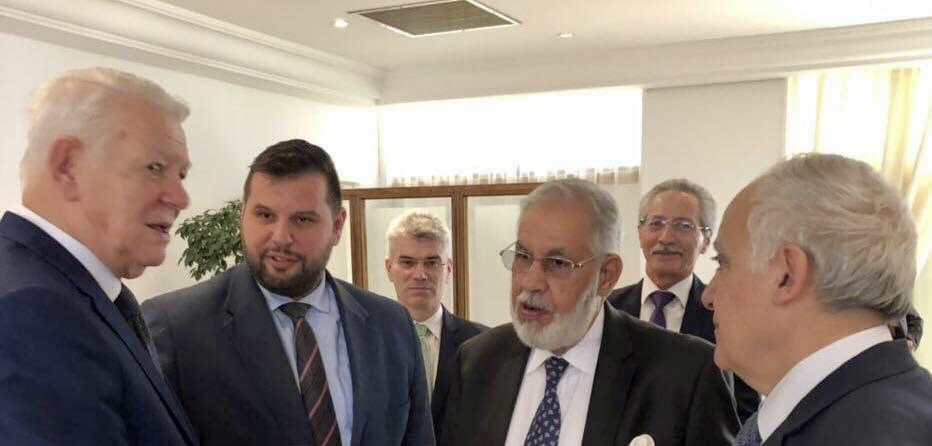
L'Ambassadeur Dan Stoenescu avec le ministre roumain des affaires étrangères, Teodor Melescanu, le ministre libyen des affaires étrangères, Mohamed Taher Siala, et l'envoyé de l'ONU pour la Libye, Ghassan Salame

Dans le contexte de la guerre civile libyenne, il a coordonné, de la partie tunisienne, plusieurs opérations de rapatriement des citoyens roumains à partir du lieu de la guerre.
Dans le but de renforcer la coopération bilatérale décentralisée, il a soutenu le développement de la coopération entre des municipalités en Roumanie et en Tunisie : Tunis-Timișoara, Tunis-Arad, Djerba Midoun-Bușteni, Petriș-Takrouna, Iași-Ariana.
En dépit de la situation économique difficile, les relations économiques sont devenues plus dynamiques sous son mandat. Ainsi, la Roumanie est devenue le 13 partenaire commercial et le 11e fournisseur pour la Tunisie.
Les principaux produits exportés sont : les céréales (32%), pétrole et dérivés (25%), voitures et appareils électriques (13%), fer et acier, bois et produits du bois, chaudières de produits chimiques inorganiques, moteurs et autres appareils mécaniques.
Aussi, beaucoup d’autres réunions et événements économiques ont été organisés pour promouvoir la Roumanie conjointement avec les chambres de commerce et d’industrie de Tunis, Sfax, Sousse, Bizerte, Béja.
Par ailleurs, l’Ambassade de Roumanie à Tunis et des compagnies roumaines privées ont préparé le stand roumain au Salon International de l’Agriculture, du Machinisme agricole et de la Pêche (SIAMAP).
Durant son mandat, le nombre d’investissements roumains en Tunisie a augmenté : selon des données fournies par l’Agence de promotion des investissements étrangers, il y a 9 compagnies avec un capital de 41,581 million dinars et 600 emplois créés. Six de ces compagnies opèrent dans le secteur du Textile, une dans l’industrie pharmaceutique et les autres dans le secteur des matériaux de construction.

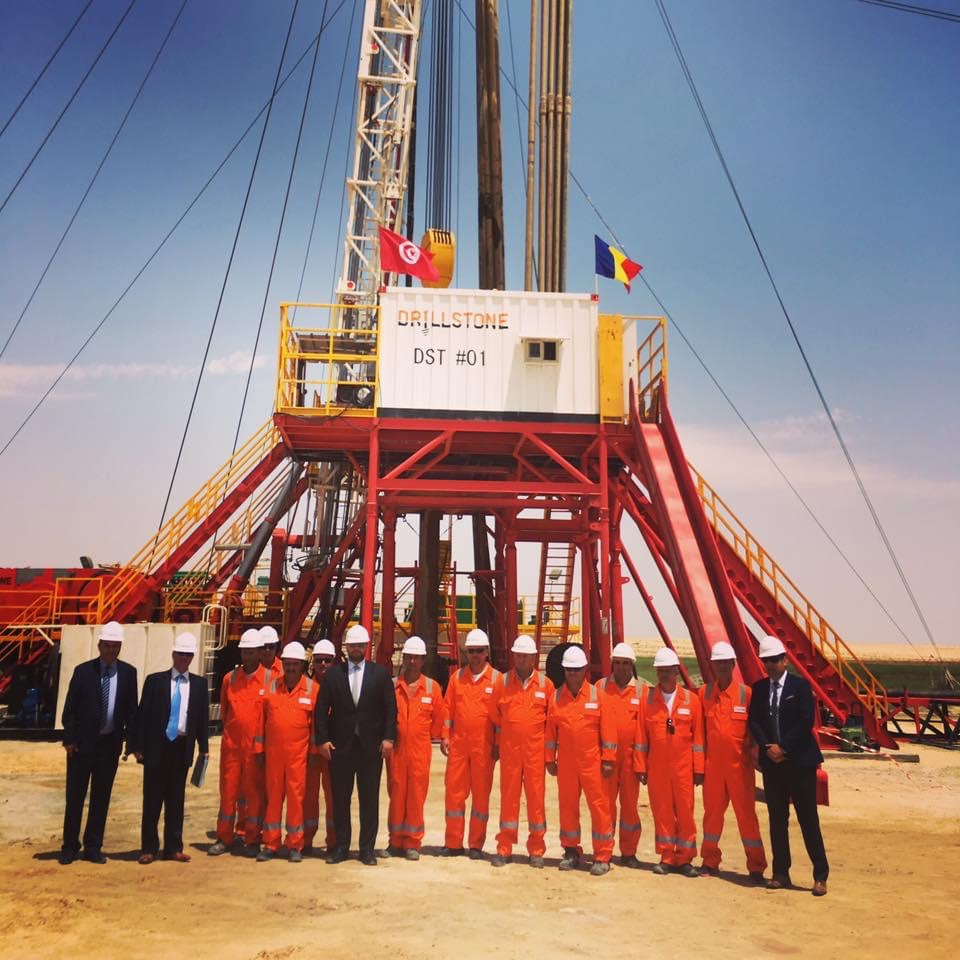
Inauguration du site Oued Retem CI02 de drilling à Nefta

Un autre exemple concret est celui de la présence des compagnies roumaines sur le marché tunisien et l’inauguration en 2017 des travaux de forage d’eau au site d’Oued Retem CI02 (17 km après Nafta, gouvernorat de Tozeur), au sud de la Tunisie, un projet développé par la compagnie roumaine « Drillstone ».
Les investissements tunisiens en Roumanie ont aussi englobé 25 million d’Euros, investis dans le projet « ORADEA » dans le secteur des câbles de voiture (Câbleries Chakira)
Avec le début de la pandémie COVID-19 au début de l’année 2020, il a coordonné le rapatriement des citoyens roumains.
En plus, et en vue de soutenir les citoyens roumains dans le contexte de la pandémie, l’Ambassade de Roumanie à Tunis a créé un réseau et a publié les coordonnées de certains pharmaciens et médecins roumains et tunisiens parlant roumain.
Sur le plan culturel et académique, son mandat a été marqué par la mise en place, pour la première fois, de nouvelles institutions roumaines en Tunisie à l’instar du Centre de Culture et de Science de la Roumanie en Tunisie (2018)et le Lectorat roumain à l’Institut Bourguiba des Langues Vivantes (2020) de l'Université Tunis- El Manar .

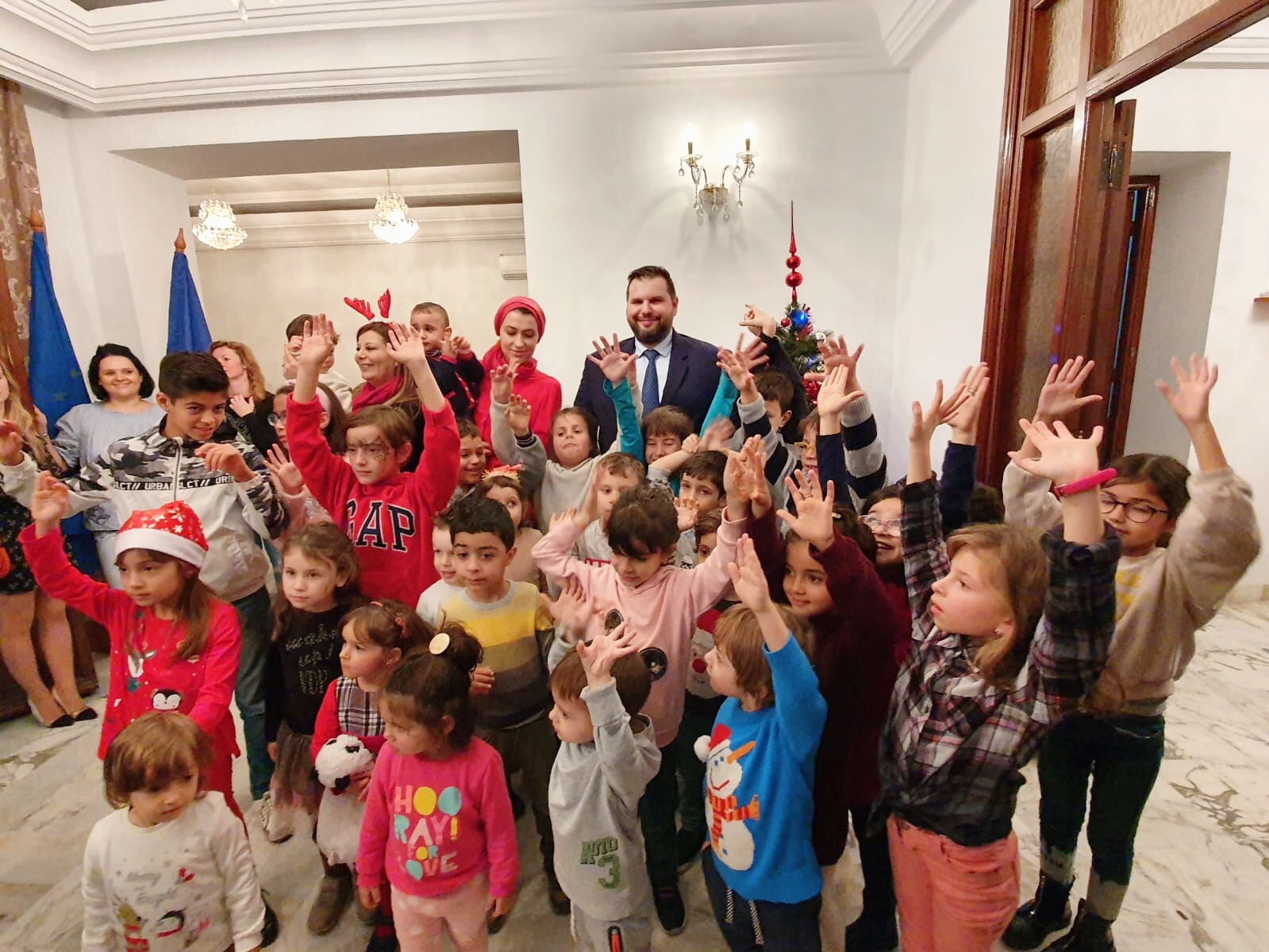
L'Ambassadeur Stoenescu avec la communauté roumaine en Tunisie

Toujours sur son initiative, les cours de roumain pour les enfants de la communauté roumaine en Tunisie ont commencé à la section consulaire de la mission diplomatique.
Par ailleurs, durant son mandat, et pour la première fois, « Campus Roumanie » a été organisé en 2018. Il s’agissait du plus grand événement éducatif dans l’histoire des relations bilatérales roumano-tunisiennes. Des représentants de 17 universités roumaines et 14 universités tunisiennes étaient présents au Forum Universitaire. Des opportunités de coopération concrètes ont été explorées et plus que 30 partenariats ont été conclus.

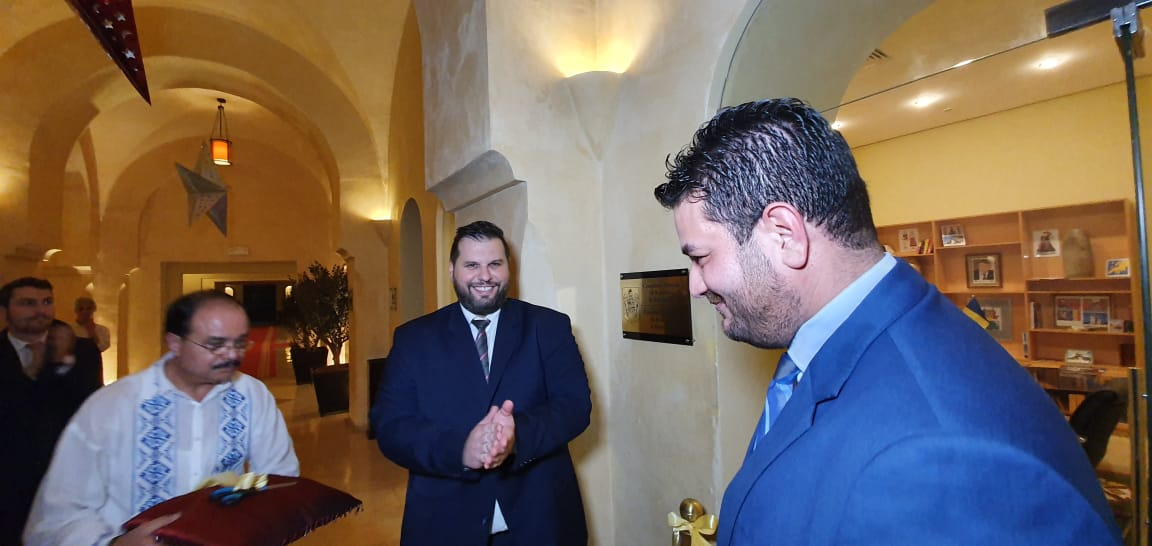
L'Ambassadeur Dan Stoenescu et le consul honoraire de la Roumanie à Hammamet, Tahar Zahar, lors de l'ouverture du consulat honoraire

Dans le but de soutenir les citoyens roumains en Tunisie et les dizaines de milliers des touristes roumains qui visitent la Tunisie chaque année, le consulat honoraire de Roumanie a été mis en place à Hammamet (2019) couvrant les gouvernorats de Nabeul et Sousse.
Selon les estimations du ministère tunisien de tourisme, plus que 25 424 roumains sont venus en Tunisie entre janvier et octobre 2019.
Il a aussi soutenu la création de l’association des diplômés tunisiens de Roumanie (2018)et l’association culturelle tuniso-roumaine (2020).

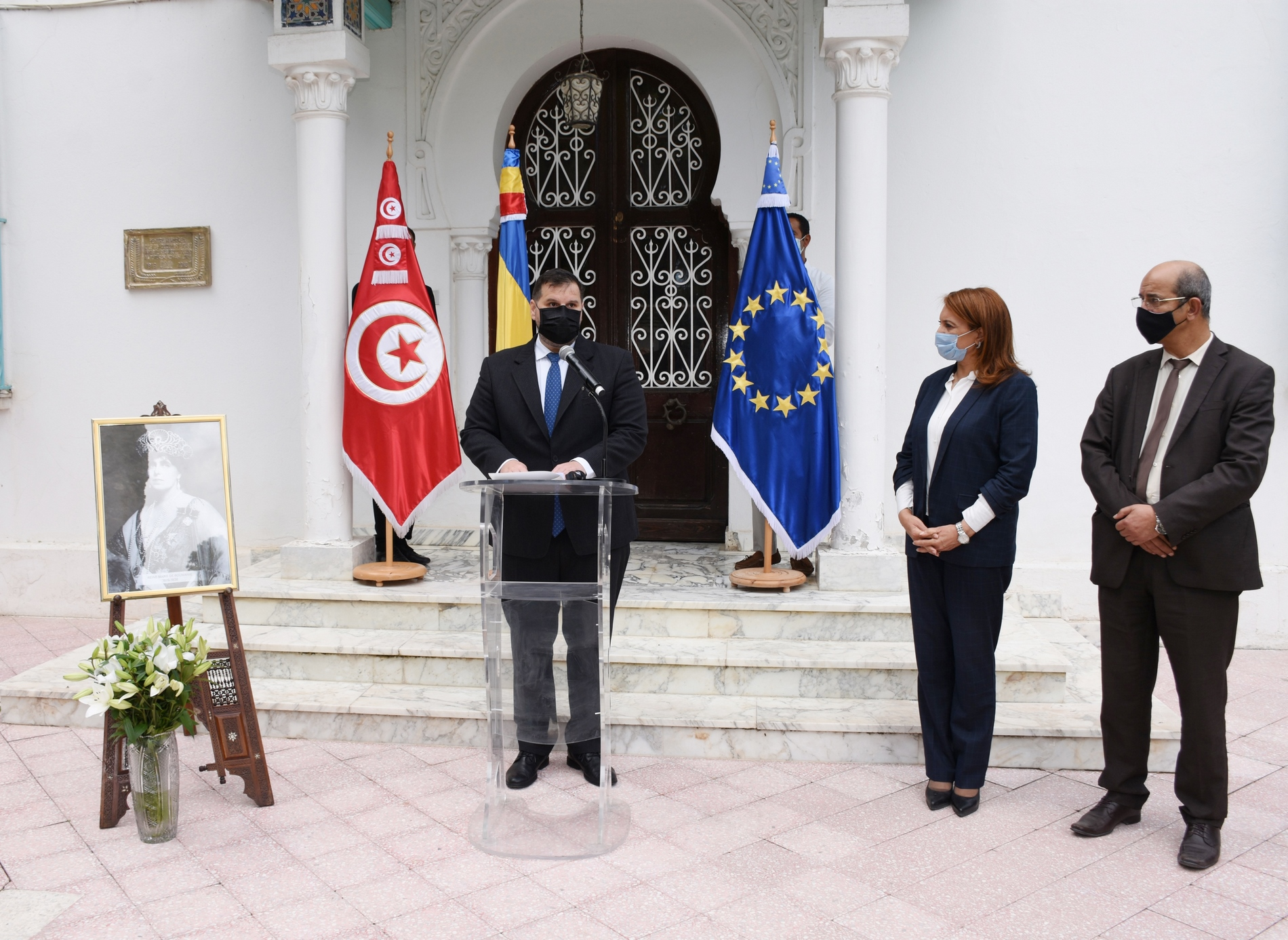
La cérémonie d'inauguration de la Placette Reine Marie de Roumanie à Tunis

Le 27 octobre 2020, sur son initiative, la Maire de Tunis, Souad Abderrahim, a officiellement inauguré la « Placette Reine Marie de Roumanie » située à Cité jardins devant la section consulaire de l’Ambassade de Roumanie à Tunis.

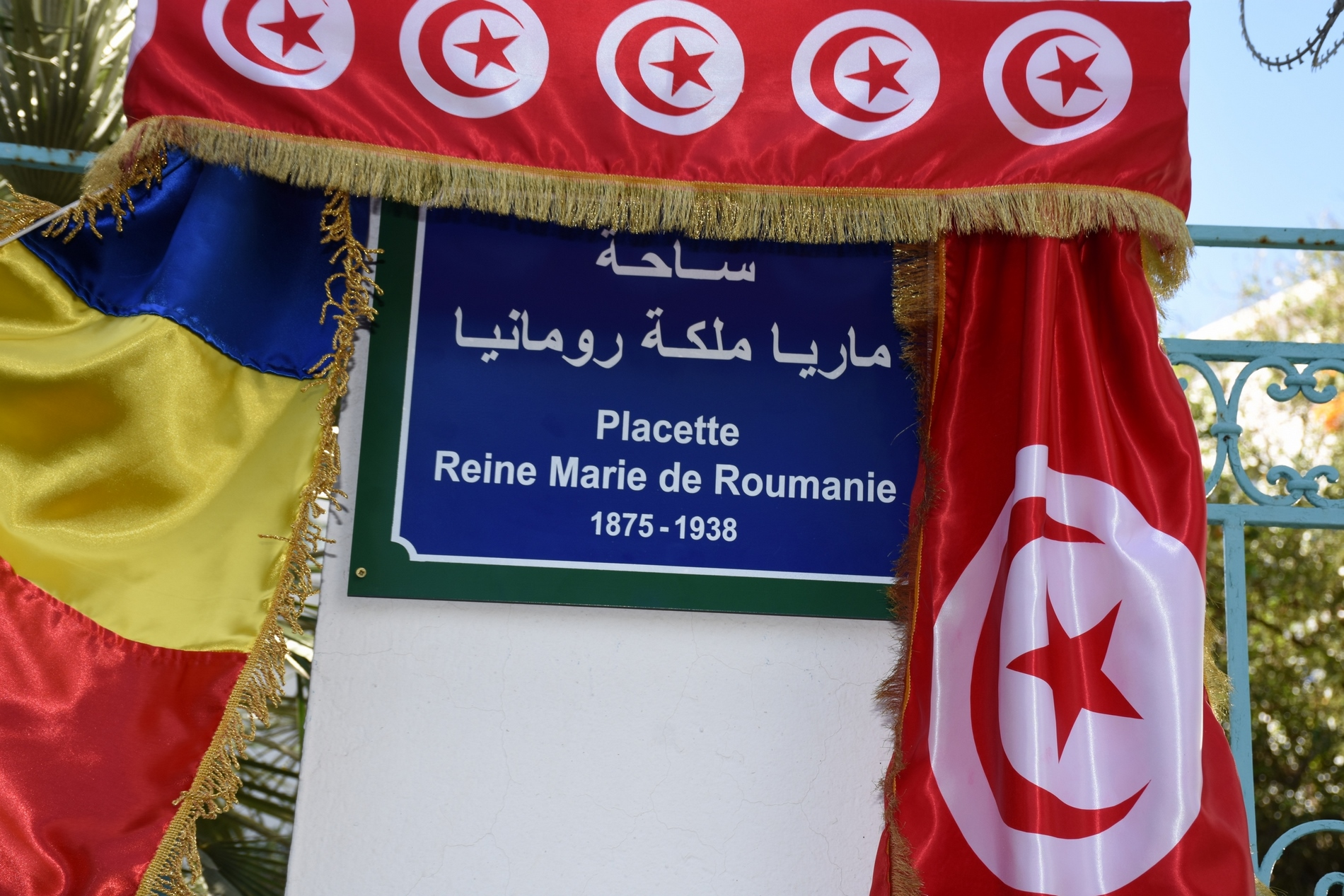
Placette Reine Marie de Roumanie à Tunis

## Prix et distinctions
En 2017, Rotary International (District 2241 Roumanie- République de Moldavie) lui a délivré la plus haute distinction de Rotary, le prix Paul Harris, pour sa contribution au soutien des Roumains à l'étranger et au soutien des projets internationaux de l'Organisation Rotary.
Il a aussi reçu en 2019 un prix de la part la Société culturelle macédo-roumaine pour son soutien à la cause des roumains aux Balkans à l’occasion de son 140e anniversaire.
Durant sa carrière académique, il a obtenu plusieurs prix et distinctions comme la Bourse Ambassadoriale de Rotary, la Bourse de la Fondation Ford, le prix Phi Theta Kappa All-California de la première équipe académique, le prix Samuel Roberson de l’Église Presbytérienne des États-Unis et des distinctions de la part du Gouverneur de Californie Gray Davis, le membre de l’Assemblée Wilma Chan et le Sénateur Don Perata.

## Travaux académiques publiés
- Perspectives islamiques et arabes dans la Vertu de Machiavel,Studia Politica, vol IX, nr.1, 2009.
- Les frères musulmans égyptiens et la route vers la Ummah,Studia Politica, vol VIII, nr.3, 2008.
- Nationalisme paléstinien: de la laicité à l'IslamStudia Politica, vol. VII, no. 2, 2007.
- Relations internationales et mondialisation au Moyent-orient, avec Dana Pleşa, Semne Publishing House, Bucarest, 2005.
- Le concept de société civile et la viabilité d'une société civile mondiale, Sfera Politicii, nr.116-117/2005, pp. 75–79.
- Focus sur les roumains: un rapport de suivi sur la discrimination à l'égard des roumains à l'étranger en 2004, Liga Tinerilor Români de Pretutindeni.

## Articles publiés
- "La Roumanie – 100 ans après la Grande Union de 1918", Realités, publié le 27/11/2018.
- "La Roumanie et la Francophonie", "Réalites, publié le 4/03/2020.
- "La Roumanie mérite d’avoir un siège non permanent au Conseil de sécurité de l’ONU", L’Orient Le Jour, publié le 4/04/2019.
- "La présidence roumaine au Conseil de l'UE s'inscrit dans un contexte européen particulier ", Majalla, publié le 3/02/2019.
- "Défis et perspectives pour la présidence roumaine du Conseil de l'Union européenne", Espace Manager, publié le 25/03/2019.
- "La Roumanie et la Journée de l’Europe -70 ans depuis la Déclaration Schuman du 9 mai 1950", Tuniscope, publié le 11/05/2020
- "La présidence roumaine du Conseil de l’Union européenne s’achève avec succès, selon Dan Stoenescu, ambassadeur de Roumanie", Webmanager Center, publié le 18/06/2019.
- "La présidence roumaine du Conseil de l’Union européenne", Réalites, publié le 06/07/2019.

## Interviews
- Ministre-délégué chargé des relations avec les roumains à l’étranger, Dan Stoenescu : « La libre circulation au sein de l’Union Européenne devrait être un principe auquel tous les Etats membres adhérent », Embassy News, Grèce, publiée le 21/03/2016. "Minister – Delegate for Relations with Romanians Abroad, Dan Stoenescu: “Free Movement within the EU should be a principle all member states adhere to
- « Sur la dé-communisation et l’ouverture – Interview avec le Ministre Dan Stoenescu par Mykola Siruk », The Day, Ukraine, publiée le 2/02/2016."On de-communization and openness - Interview with Minister Dan Stoenescu by Mykola Siruk"
- « Interview avec Dan Stoenescu, le Ministre de la Diasora – Cristian Bucur », « Marca-ro, Canda », publiée le 6/01/2016."Interviu cu Dan Stoenescu, ministrul Diasporei - Cristian Bucur"
- « Interview avec le Ministre de la Dispora – Dan Stoenescu : J’espère que les roumains reviendront pour investir en Roumanie, pour valoriser leurs revenus, pour soutenir le développement de la Roumanie », « iTimes, Grèce », publiée le 19/03/2016."Interviu cu Ministrul Diasporei - Dan Stoenescu: Sper ca românii se vor întoarce pentru a investi în România, pentru a aduce valoare veniturilor lor, pentru a sprijini dezvoltarea României"
- « Le vote par correspondance – Interviu avec Dan Stoenescu, par Chihaia Dumitru », « Știri din Belgia », publiée le 19/06/2016."Votul prin corespondență - Interviu cu Dan Stoenescu, de Chihaia Dumitru"
- « Interviu/Stoenescu : Je suis préoccupé par le petit nombre de personnes inscrites au registre électoral ; Je veux que les Roumains ne soient pas humiliés comme avant », « AGERPRES », publiée le 15/06/2016. "Interviu/Stoenescu: Mă îngrijorează numărul redus al celor înscrişi în Registrul Electoral; vreau ca românii să nu mai fie umiliţi ca în trecut"
- « Interview avec le Ministre-délégué pour les roumains à l’étranger : « Je tiens à affirmer sans équivoque que les Aroumains sont la branche sud-danubienne du peuple roumain », par Alina Ioana Vasiliu », Constanța noastră, publiée le 4/01/2016." Interviu cu ministrul delegat pentru românii de pretutindeni: “Vreau să afirm fără echivoc, aromânii sunt ramura sud-dunăreană a poporului român”, de Alina Ioana Vasiliu"
- « Dan Stoenescu : l’Etat roumain continuera à soutenir la communauté roumaine en Ukraine – interview exclusif », BucPress, Ukraine, publiée le 1/04/2016."Dan Stoenescu: Statul român va sprijini în continuare comunitatea românească din Ucraina – interviu exclusiv"
- « Le Ministre de la Diaspora Dan Stoenescu : 25 mars – Date proposée pour le Congrès des Roumains à l’étranger », Occidentul românesc, publiée le 27/05/2015."Ministrul diasporei Dan Stoenescu: 25 martie – Data propusă pentru Congresul românilor de pretutindeni"
- « Exclusif// Dan Stoenescu : La relation avec la République de Moldova reste une priorité pour la Roumanie », « Ziarul Național, République de Moldova, publiée le 7/03/2016."Exclusiv// Dan Stoenescu: „Relaţia cu R. Moldova rămâne o prioritate pentru România”"
- Dan Stoenescu : Le parcours européen de Chisinau est essentiel dans la relation entre la Roumanie et la République de Moldova, et la nation roumaine n’en est qu’une ! », Evenimentul Zilei, République de Moldova, publiée le 12/01/2016."Dan Stoenescu: „Parcursul european al Chișinăului este esențial în relația dintre România și Republica Moldova, iar națiunea română este numai una!”"
- « Le Ministre de la Diaspora, Dan Stoenescu : Je suis au service des roumains et c’est ma priorité !, par Ana Tutuianu », Ana Țuțuianu – Journal en ligne roumain de Grèce, Romedia.gr », publiée le 21/03/2016."Ministrul diasporei, Dan Stoenescu: „Sunt în serviciul românilor și asta este prioritatea mea!”, de Ana Țuțuianu"
- Le Ministre Dan Stoenescu : Les roumains de l’étranger veulent maintenir un lien avec le pays et ce lien est maintenu en préservant l’identité roumaine, par Petre Crăciun », Identitate românească, România, publiée le 14/04/2016."Ministrul Dan Stoenescu: Românii din străinătate își doresc să mențină o legătură cu țara și această legătură se menține prin păstrarea identității românești, de Petre Crăciun"
- Dan Stoenescu, Ministre délégué chargé des relations avec les Roumains à l’étranger – EXCLUSIVITE RADIO ROUMANIE- politique roumaine. Dan Stoenescu, Ministre-délégué chargé des relations avec les Roumains à l’étranger. « Si les Roumains de l’étranger s’inscrivent au registre électoral, ils pourront voter par correspondance, ou dans un nouveau bureau de vote où ils demandent leur création », Politica românească, publiée le 21/06/2016.Dan Stoenescu, ministrul delegat pentru relaţiile cu românii de pretutindeni - EXCLUSIVITAŢI RADIO ROMÂNIA - Politica Românească
- « Ministre chargé des Roumains à l’étranger, Dan Stoenescu : Nous lançons une campagne d’information sur le vote par correspondance, par Cosmin Ruscior », Radio France International, Vocile lumii, publiée le 26/11/2016."Ministrul pentru Românii de Pretutindeni, Dan Stoenescu: Lansăm o campanie de informare privind votul prin corespondenţă, de Cosmin Ruscior"
- Message du Ministre Dan Stoenescu, lors de la commémoration des victimes du massacre de la Fontaine Blanche, article de Romeo Crîsmaru », Jurnal românesc, publiée le 1/04/2016."Mesajul ministrului Dan Stoenescu, la comemorarea victimelor Masacrului de la Fântâna Albă, articol de Romeo Crîșmaru"
- « Interview. Le Ministre Dan Stoenescu : Un fonds d’investissement pour la diaspora permettrait aux Roumains de rentrer chez eux, par Petre Badica », România liberă, publiée le 22/12/2015."https://m.romanialibera.ro//opinii/interviuri/interviu-rl--un-fond-de-investitii-pentru-diaspora-ar-permite-intoarcerea-romanilor-acasa-402599 INTERVIU. Ministrul Dan Stoenescu: Un fond de investiții pentru diaspora ar permite întoarcerea românilor acasă, de Petre Badica]"
- CentenaireDiplomatique Dan Stoenescu : la Tunisie, une vitrine de civilisation du monde arabe en Afrique du Nord », Agerpres, publiée le 15/04/2018."#CentenarDiplomatic Dan Stoenescu: Tunisia, o vitrină de civilizaţie a lumii arabe în Nordul Africii"
- Interview accordée par SEM l’Ambassadeur Dan Stoenescu, Ambassadeur de Roumanie en République Tunisienne, Orient Românesc, publiée le 04/12/2017."Interviu acordat de ES dl Ambasador Dan Stoenescu, ambasadorul României în Republica Tunisia"